# Miracles (Change)
Miracles è il secondo album in studio del gruppo musicale italo-statunitense Change, pubblicato nel 1981.

## Tracce
Side 1
1. Paradise – 5:14
2. Hold Tight – 4:23
3. Your Move – 4:23
4. Stop for Love – 4:12

Side 2
1. On Top – 5:13
2. Heaven of My Life – 5:34
3. Miracles – 5:17

## Formazione
- James Robinson - voce
- Diva Gray - voce
- Luther Vandross - cori
- Paolo Gianolio - chitarra
- Davide Romani - basso
- Rudy Trevisi - sax

Produzione
- Mauro Malavasi – produzione, missaggio, mastering

## Classifiche
| Classifiche (1981)        | Posizione massima |
| ------------------------- | ----------------- |
| Italia                    | 7                 |
| Stati Uniti               | 10                |
| Stati Uniti (R&B/hip-hop) | 9                 |